# هنریک نیلابا
هنریک نیلابا (انگلیسی: Henryk Nielaba؛ زادهٔ ۵ سپتامبر ۱۹۳۳) ورزشکار شمشیربازی اهل لهستان است.
وی در مسابقات کشوری و بین‌المللی در مجموع برندهٔ ۱ مدال برنز شده‌است.